# イヌブナ
イヌブナ（犬橅・犬椈・犬山毛欅、学名: Fagus japonica）は、ブナ科ブナ属の落葉高木である。山地に生える。和名の由来は、ブナに似るが材質が劣ることから名付けられている。樹皮の色がブナよりも黒っぽいのでクロブナとも呼ばれている。

## 分布
分布が確認されているのは日本のみである。日本の本州（岩手県花巻市以南、石川県以西）、四国、九州に分布する。日本の山地に自生し、中部地方より寒さの厳しい地域の日本海側では、ほとんどみられない。ブナより低標高に分布する。

## 特徴
落葉広葉樹の高木で、樹高約25メートル (m) であり、幹の直径は70センチメートル (cm) にもなる。樹皮は暗灰褐色であり、細かいいぼ状の突起（皮目）が多く、波状の縦筋になり、ブナよりも黒っぽい。幹の周りにはひこばえがよく出る。本年枝（一年枝）は褐色、はじめ暗紫色で淡褐色の軟毛が密生するが、すぐに無毛となる。前年枝（二年枝）は黒紫色で、一年枝との間に芽鱗痕が多数ある。
葉は互生で、葉身の形は楕円形で、先端は尖り、葉縁は針のように尖ったギザギザである。ブナよりも葉身は薄く、裏面に多くの白い毛がある。秋には紅葉し、黄色から橙色に色づき、褐色を帯びやすい。冬でも枯れ葉が枝に残ることが多い。
花期は晩春（4 - 5月ごろ）。雌雄同株。花序は尾状花序である。雌花は長い柄に2個つく。果実は長さ1.5 cmで露出し、垂れ下がってつく。果実の形状はブナに似るが、柱頭がブナより花皮から長く飛び出している。殻斗は、熟すると4裂し、2個の果実が露出する。
冬芽は披針形で細長い鱗芽で、芽鱗は褐色で多数つく。枝先に仮頂芽がつき、側芽は開出して枝につき短い柄がついて互生する。葉痕は半円形で両端に托葉痕があり筋状で長い。葉痕には維管束痕が多数つく。

## 利用
木材として、建築材、器具材、船舶材に利用される。

## ブナとの見分け方
樹皮
イヌブナの樹皮は、暗灰褐色でイボ状の皮目が目立つ。一方、ブナは、灰白色でイヌブナほどの凹凸はみられない。
葉
イヌブナの葉は、側脈は9～14本で裏面は灰白色で白い毛が残る。一方、ブナは、側脈は7～11本で、葉柄には、はじめ白く長い毛があるが、やがてわずかに脈上のみとなる。
殻斗
イヌブナの殻斗は、短い鱗片に被われるが、ブナは、線状の鱗片が密生する。

## 国指定文化財
日本では以下が、天然記念物として国の文化財の指定を受けている。
- 平糠のイヌブナ自然林（岩手県二戸郡一戸町）
- 尚仁沢上流部イヌブナ自然林（栃木県塩谷郡塩谷町）